# Parosmia
Parosmia , es un término médico utilizado fundamentalmente en otorrinolaringología y neurología para referirse a diversas distorsiones del sentido del olfato. Se denominan parosmias la serie de alteraciones cualitativas del olfato que producen una percepción distorsionada de un olor que está presente en el ambiente (disosmia) o que no lo está (fantosmia o alucinación olfativa).

## Etiología
Estas percepciones alteradas son generalmente desagradables y en la mayoría de los casos están relacionadas con afectaciones del sistema nervioso central como la epilepsia o la enfermedad de Parkinson, o enfermedades de origen psiquiátrico. Aunque también pueden deberse a lesiones en las terminaciones nerviosas del sistema olfativo e incluso a la pérdida progresiva del sentido del olfato que se produce en personas de avanzada edad.
También se han reportado casos en personas que se han recuperado de Covid-19; en este caso, puede irse recuperando con el tiempo. Básicamente, lo que huele mal son la mayoría de proteínas: pollo, huevos y carnes, alimentos como el chocolate y el café pueden tener un sabor y olor diferente.